# Conococheague
Le Conococheague est un affluent du Potomac dont la branche principale commence dans le comté de Franklin, en Pennsylvanie. Il passe sous le vieil aqueduc du canal Chesapeake and Ohio près de Williamsport, au Maryland, avant de se jeter dans le Potomac. Le nom Conococheague est d'origine lenape et a également été plus tard appliqué à une montagne voisine.
George Washington se réfère à plusieurs reprises à Conococheague dans ses écrits.  Le lieu est inscrit dans les instructions de Jean-Daniel Dumas, commandant de fort Duquesne à l'enseigne Douville, en 1756.
Le lieu est maintenant situé dans le comté de Washington, Maryland.

## Autres graphies
La base de données U.S. Geological Survey’s Geographic Names Information System (GNIS) comporte une inscription pour Conococheague Creek, qui énumère les variantes suivantes : Canigotschik, Conecocheague, Conegocheek, Conegocheige, Conegochiegh, Conegoge, Conegogee, Conegogeek, Conigochego, Conigotoschick, Conijachola, Connatachequa, Connogocheague, Conocochego, Cunnaquachegue, Cunnatachegue, Cunnatichegue et Guneukitschik.
Dans ses instructions à Douville,le commandant Dumas écrit «Canagiechuic».